# Zagrody (Borzęcin)
Zagrody – część wsi Borzęcin w Polsce, położona w województwie małopolskim, w powiecie brzeskim, w gminie Borzęcin. 
W latach 1975–1998 Zagrody administracyjnie należały do województwa tarnowskiego.